# 매티쥐
매티쥐(Mus mattheyi)는 쥐과 생쥐속에 속하는 설치류의 일종이다. 부르키나 파소와 코트디부아르, 가나, 말리, 세네갈, 토고에서 발견되며, 베넹과 기니, 기니비사우에서도 서식하는 것으로 추정된다. 자연 서식지는 습윤 사바나 지대이다.